# 어우야담
《어우야담》(於于野譚)은 조선 선조 때 어우당(於于堂) 유몽인(柳夢寅)이 지은 이야기 모음집으로 일반적으로 조선후기 ‘야담(野談)류’의 효시라 일컬어지는 작품이다.

## 이본
《어우야담》은 필사본과 활판본으로 존재한다. 전체 이본의 종류가 약 30종에 달한다.
필사본 이본은 연구자에 따라 위 이본들은 각기 달리 명명되기도 한다. 알려진 이본들은 다음과 같다. 청구패설본 (5권 1책; 태동고전연구소 소장), 일사본(一蓑本, 천지인 3책; 서울대학교 소장), 동야패설본 (1책; 대구시립도서관 소장), 야승본 (2책; 장서각 소장), 도남본 (2책; 영남대학교 소장), 동빈본 (1책; 영남대학교 소장), 신암본 (1책; 고려대학교 소장), 국립중앙도서관본 (1책; 국립중앙도서관 소장), 만종재필사본 (1책; 고흥 만종재 소장), 이수봉본 (2책; 이수봉 선생 소장), 고려대본 (3책; 고려대학교 소장), 연세대본 (4책; 연세대학교 소장), 규장각본 (1책; 서울대학교 규장각 소장), 천리대본 (3권 1책; 일본 천리대 (天理大텐리 다이가쿠) 소장), 위창(葦滄)본 (1책; 국립중앙도서관 소장), 동양문고본 (2책; 일본 동양문고(東洋文庫 토요분코) 소장), 강전섭본 (1책; 강전섭 선생 소장), 서울대 고도서본(B) (1책; 서울대학교 소장), 서울대고도서본(A) (1책; 서울대학교 소장), 천리대본(補), (1책; 일본 천리대 소장), 만송본 (1책; 고려대학교 소장), 가람본 (1책; 서울대 규장각 소장), 시화총림본 (홍만종 찬, 태학사 영인본), 해동시화본 (1책; 국립중앙도서관 소장), 낙선재본 (2권 1책; 예인본, 통문관 간행본; 한글본), 이능우본 (1책; 강경훈 선생 소장)이 존재한다.
활판본은 모두 5권 1책으로 만종재 본이라 불린다. 만종재본의 간행배경이다. 1832년(순조 32) 《어우집(於于集)》을 발간하면서 종후손 유금 등이 《어우야담》의 유고를 수집하여 간행하고자 하였으나 뜻을 이루지 못하였다. 그 뒤에도 줄곧 필사본으로 전하여 왔는데, 필사의 과정을 거치면서 여러 종류의 초사본(抄寫本: 간추려 필사된 것)이 나타났다. 1964년에 유몽인의 종후손인 유제한은 현전하는 여러 잔존본에다 여러 이본을 수집, 보충하고 부문별로 나누어 5권 1책으로 간행한 것 바로 만종재본이다.
참고로, 만종재본은 가장 널리 알려진 어우야담의 이본이기도 하다. 중요한 것은 유몽인 사후 약 200여년이나 지난 후 그의 후손에 의해 간행되어, 만종재본만을 가지고 당대의 문학의식 혹은 유몽인의 문학관을 읽어내는 것은 한계가 있어 여러 이본의 비교연구가 전제되어야 하는 점이다.
《어우야담》의 완성 시기는, 성여학(成汝學, 조선중기 문인; ? - ?)의 발문(跋文; 발문 대신 ‘舊序’라 기록하고 있는 경우도 있음)에 따라 1621년으로 추정하거나, 유몽인의 문집인 《어우집》안의 〈금강록〉에 의거하여 1622년으로 추정하기도 한다.
《어우야담》은 당대의 ‘공통문어문’인 한문으로 쓰여져 있다. 1종의 언문본(한글본)이 존재한다.

## 만종재본의 수록 내용
모든 어우야담의 이본 중 화수(話數)가 가장 많으나, 이곳에 수록되지 않은 이야기의 화수가 약 40편에 달한다. 따라서, 이본대비연구가 야담집의 성격을 이해하는데 미치는 중요성을 보여주고 있다. 만종재본에 정리된 《어우야담》의 내용은 다음과 같다.
- 권1 인륜편: 효열·충의·덕의(德義)·은둔·혼인·처첩·기상(氣相)·붕우·노비·배우(俳優)·창기(娼妓)
- 권2 종교편: 선도·승려·서교(西敎)·무격(巫覡)·몽(夢)·영혼·귀신·속기(俗忌)·풍수·천명(天命)
- 권3 학예편: 문예·식감(識鑑)·의식·교양·음악·사어(射御)·서화·의약·기예·점후(占候)·복서(卜筮)·박혁(博奕)
- 권4 사회편: 과거·구관(求官)·부귀·치부·내구(耐久)·음덕(陰德)·붕당(朋黨)·무망(誣罔)·고풍(古風)·외임(外任)·용력(勇力)·처사(處事)·구변(口辯)·오기(傲忌)·교학(驕虐)·욕심·재앙·생활고·도적·해학
- 권5 만물편: 천지·초목·인류·금수·인개(鱗介)·고물(古物)

## 번역
현대 한국어 주해번역으로는 여러 종이 있다. 1996년 한국문화사에서 출판된 이월영, 시귀선 역의 《어우야담》은 장서각본을 저본으로 한 번역본이다. 후에 2001년에 이월영 역의 《어우야담 보유편》에 장서각본에 누락된 만종재본의 이야기들이 보충번역되었다. 2001년 전통문화사가 출판한 현혜경, 김충실, 박영희 외 역, 《어우야담 1, 2, 3》(동양고전국역총서 30, 31, 32)(전 3권)은 만종재본을 바탕으로 하되, 청구패설본, 일사본, 낙선재본, 서울대 고도서본과도 대조하며 번역하였다. 2006년 돌베개에서 출판된 신익철, 이형대, 조융희, 노영미 역, 《어우야담 세트》(전 2권; 원문 포함)은 만종재본을 축으로 삼되 다른 30종에 달하는 이본을 모두 참고대조하여 번역한 것이다. 이 번역본은 이본대조표를 포함하고 있다. 현대 일본어 주해 번역으로는, 2006년 출판된 梅山秀幸(우메야마 히데유키) 번역의 《Ō yatan》, 作品社(사쿠힌샤; 도쿄)가 있다.

## 파생 작품
- 푸른 바다의 전설

## 같이 보기
- 한국의 역사
- 한국 문학

## 참고 자료
- 김영미, 《기간(奇簡)과 유몽인의 산문》(태학사, 2008).
- 신익철,《유몽인문학연구》(보고사, 1998).
- 신익철, 이형대, 조융희, 노영미 역, 《어우야담 세트》(돌베개, 2006).
- 신익철, "새롭게 발굴, 소개 된 어우야담 40화" 《민족문학사연구》28호, 2003, pp. 436–485.
- 이월영, 시귀선 역,《어우야담》(한국문화사, 1996).